# Daszkiewicz (herb szlachecki)
Daszkiewicz – polski herb szlachecki, odmiana herbu Korybut.

## Opis herbu
W polu błękitnym nad sześciopromienną gwiazdą złotą, na barku półksiężyca złotego taki sam krzyż z przekrzyżowanymi trzema ramionami.
Herb gałęzi litewskiej rodziny Daszkiewiczów, osiadłej w Prusach.